# Mound (Minnesota)
Mound is een plaats (city) in de Amerikaanse staat Minnesota, en valt bestuurlijk gezien onder Hennepin County.

## Demografie
Bij de volkstelling in 2000 werd het aantal inwoners vastgesteld op 9435.
In 2006 is het aantal inwoners door het United States Census Bureau geschat op 9408, een daling van 27 (-0.3%).

## Geografie
Volgens het United States Census Bureau beslaat de plaats een oppervlakte van
12,7 km², waarvan 7,6 km² land en 5,1 km² water. Mound ligt op ongeveer 289 m boven zeeniveau.

## Plaatsen in de nabije omgeving
De onderstaande figuur toont nabijgelegen plaatsen in een straal van 8 km rond Mound.

## Geboren in Mound
- Alle drie de Andrews Sisters